# Pachový ohradník

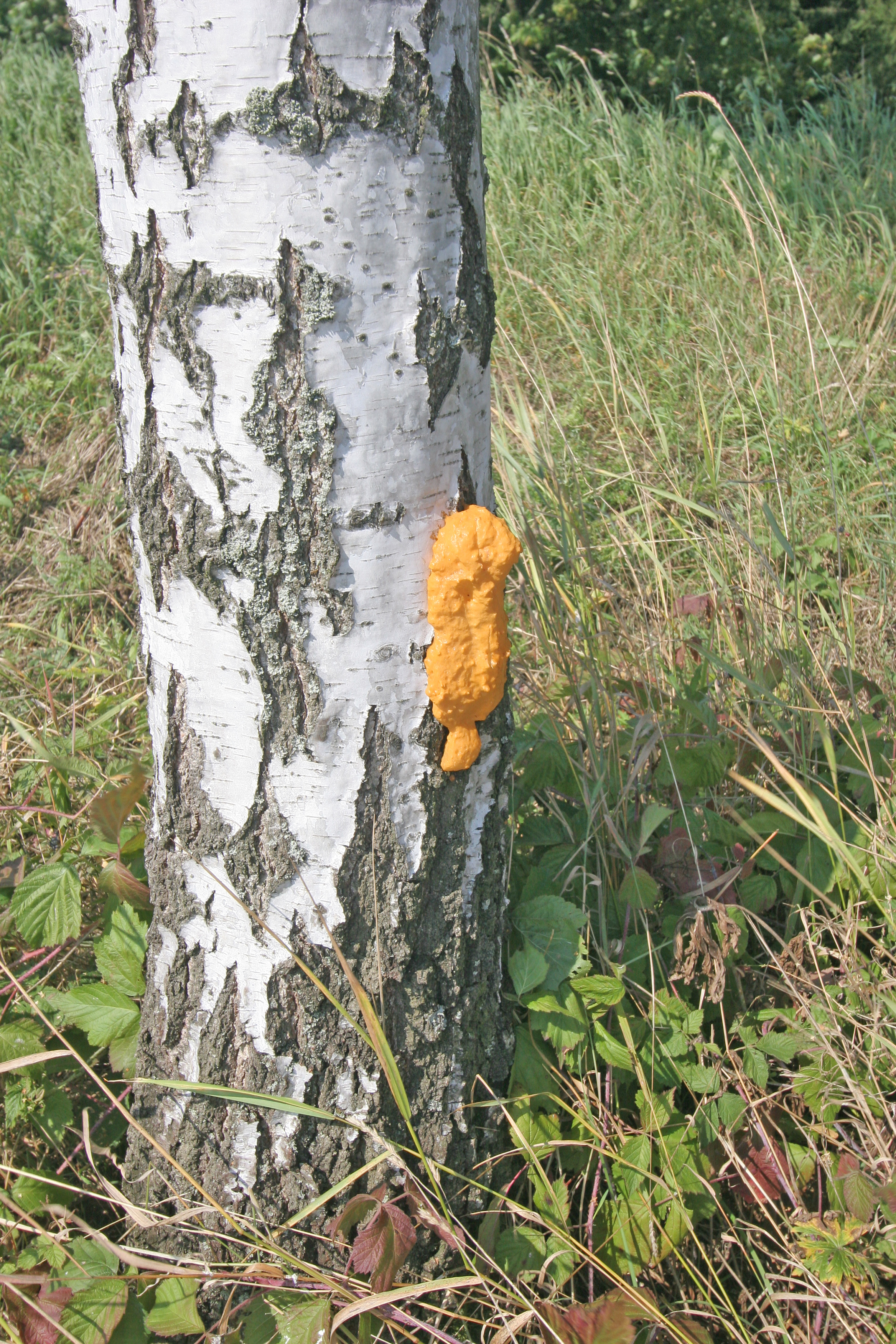
instalovaný pachový ohradník u silnice

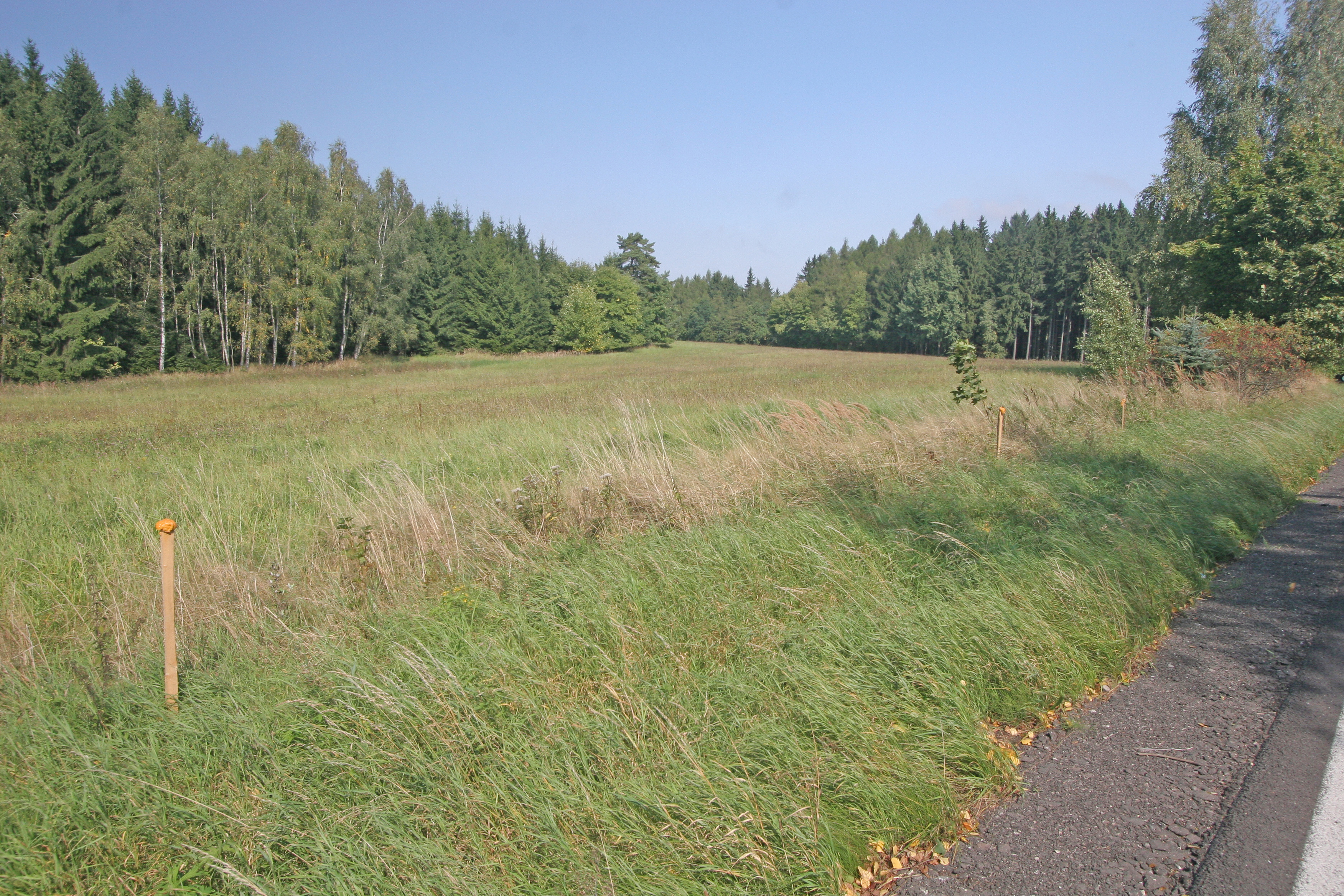
instalovaný pachový ohradník u silnice

Pachový ohradník patří mezi tzv. zradidla. Jde o metodu odpuzování divoké zvěře od určitého místa nebo oblasti pomocí speciální pěny, či jiného nosiče napuštěného pachem predátora (nejčastěji člověka, medvěda, rysa nebo vlka), apod.
Pěnové pachové ohradníky byly představeny v roce 1989 v Německu, kdy byla užita polyuretanová pěna jako nosič pachu. Tento postup se ukázal jako úspěšný. Pachové ohradníky jsou účinné zejména v ochraně zvěře před vstupem na pozemní komunikace. Pachové ohradníky jsou totiž určeny k tomu, aby se zvěř vymezené oblasti vyhnula během přesunů. 
V roce 2018 byl na tuzemský trh uveden nový nosič pachové látky 

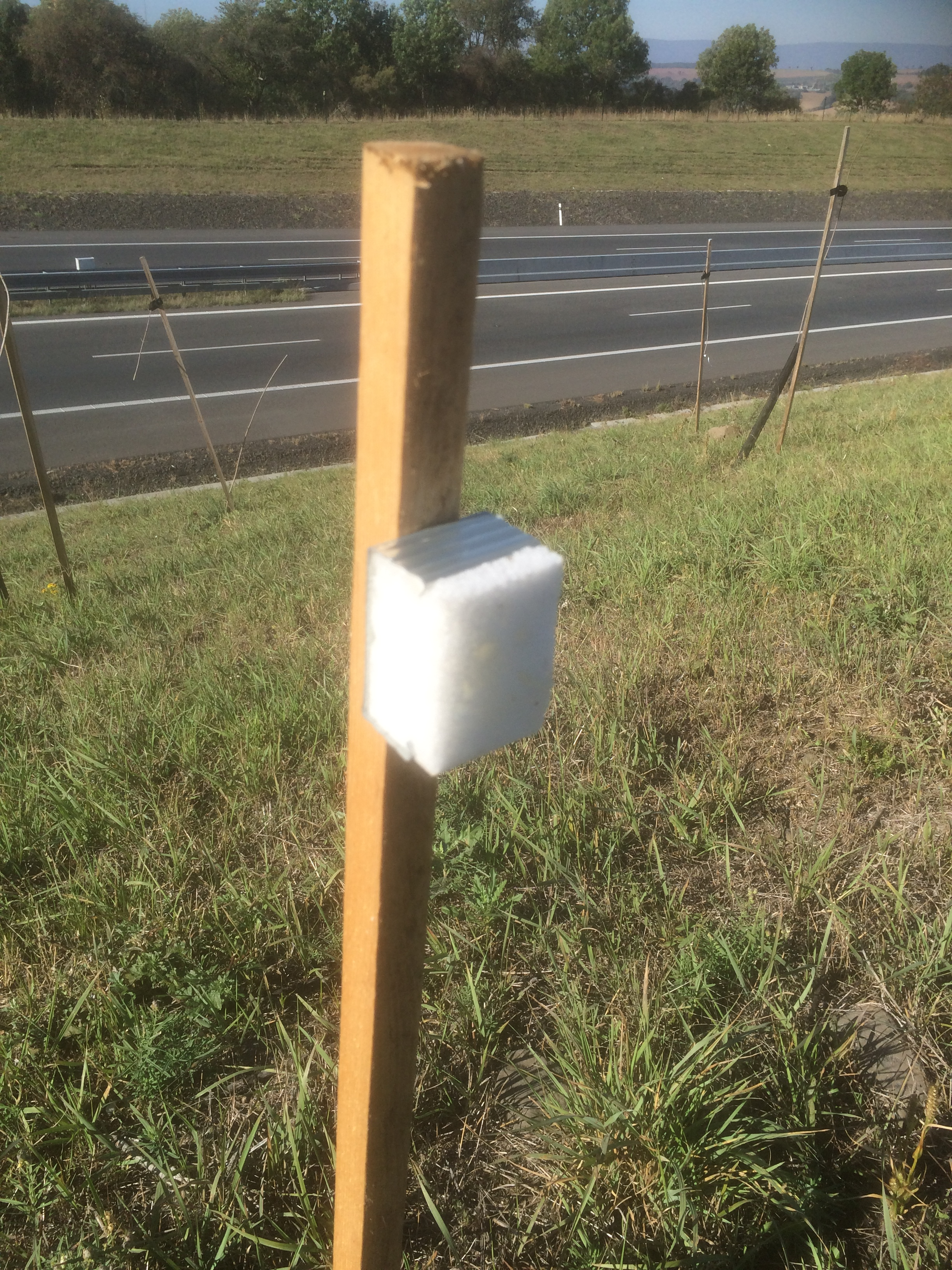
Instalace BIO10 na D8

Instalace pachového ohradníku

BIO10 (patent EU), který je ekologicky a ekotoxicky nezávadný oproti stávající polyuretanové pěně. Nosič BIO10 je šetrný k životnímu prostředí, odolává fotoxidaci, má vynikající difúzní vlastnosti díky otevřeným pórům, které umožňují postupné uvolňování pachové látky do prostředí.